# آرامش در حضور دیگران (داستان)
«آرامش در حضور دیگران» عنوان ششمین داستان کوتاه مجموعه‌داستان واهمه‌های بی‌نام‌ونشان (۱۳۴۶) اثر غلامحسین ساعدی است. ناصر تقوایی در سال ۱۳۴۹ فیلم‌نامه‌ای از روی این داستان نوشت که مبدل به فیلم آرامش در حضور دیگران به کارگردانی خود او شد.